# Vương quốc Lombardia
Vương quốc Lombardia (tiếng Latinh: regnum Langobardorum), sau này là Vương quốc (cả) Ý (tiếng Latinh: regnum totius Italiae), là một vương quốc thời tiền Trung cổ được thành lập trên bán đảo Ý giữa năm 568-569 bởi người Lombard, một nhóm thuộc bộ tộc German. Nhà vua theo truyền thống được bầu bởi các quý tộc cấp cao nhất, các công tước, và mọi nỗ lực để thiết lập một triều đại cha truyền con nối đều thất bại. Vương quốc này được chia thành nhiều công quốc, cai trị bởi các công tước bán tự trị, rồi lại được phân quyền cho những người cai quản các thành phố. Thủ đô của vương quốc và trung tâm của đời sống chính trị của nó là Pavia.
Cuộc xâm lăng của người Lombard bị chống cự lại bởi đế quốc Byzantine, mà vẫn còn giữ một phần lớn lãnh thổ của bán đảo Ý cho tới giữa thế kỷ thứ 8. Khu vực Ravenna và Công quốc Roma phân chia các công quốc miền Bắc, được gọi chung là Langobardia major, với 2 công quốc lớn ở miền Nam công quốc Spoleto và công quốc Benevento, mà lập thành Langobardia minor. Vì sự phân chia này các công quốc miền Nam được nhiều quyền tự trị hơn là các công quốc nhỏ hơn ở miền Bắc.
Người Lombard dần dần lấy tước hiệu, tên và theo truyền thống của người La Mã. Cho tới khi Paul the Deacon viết về họ vào cuối thế kỷ 8, ngôn ngữ Lombardic, y phục và kiểu tóc riêng của họ đã không còn tồn tại nữa. Ban đầu người Lombard theo đạo Arian chống lại giáo triều Công giáo, cả hai bên đều rất sùng đạo và nặng phần chính trị. Vào cuối thế kỷ 7, họ phần lớn đổi đạo thành Công giáo La Mã. Tuy vậy họ vẫn tiếp tục xung đột với giáo triều, và dần dần mất quyền lực vào tay người Frank, mà chinh phục vương quốc vào năm 774. Charlemagne, vua của người Frank, đoạt lấy tước hiệu "vua của người Lombard", nhưng không bao giờ thành công kiểm soát được Benevento. Một phần nhỏ của vương quốc Lombard gọi là regnum Italiae, tiếp tục tồn tại qua nhiều thế kỷ. Cái gọi là Vương miện sắt của Lombardia, mà có lẽ có nguồn gốc từ thế kỷ 7 ở Lombard Ý, được tiếp tục ban cho vua của Ý cho tới cả Napoleon Bonaparte.